# Всеобщее гражданское уложение Австрии
Всео́бщее гражда́нское уложе́ние А́встрии (нем. Allgemeines bürgerliches Gesetzbuch, ABGB), также Австрийское гражданское уложение; Гражданский кодекс Австрии — основополагающий кодифицированный законодательный акт сначала Австрийской (с 1867 года Австро-Венгерской) Империи, затем Австрийской Республики, регулирующий частно-правовые отношения с участием граждан. 
Подписан Императором Францем II 1 июня 1811 года, вступил в силу с 1812 года, действует, с некоторыми изменениями, до настоящего времени. Является наравне с Кодексом Наполеона старейшим действующим гражданским кодексом.

## История
Подготовительная работа по кодификации австрийского гражданского права началась ещё в середине XVIII века с создания Терезианского кодекса, названного по имени императрицы Марии Терезии. Он получился крайне не совершенным ввиду своего чрезмерно объёмного содержания и излишней теоретизированности, и больше походил на учебник, чем на закон, поэтому в 1772 году его решено было полностью переработать. Частичная переработка Терезианского кодекса была проведена уже в период правления императора Иосифа II, тогда был создан Кодекс Иосифа, включивший в себя все нормы, регулировавшие правовой статус граждан. Дальнейшая работа по кодификации гражданского права была продолжена при Леопольде II, который созвал в 1790 году комиссию во главе с профессором Венского университета сторонником естественного права Карлом Мартини. Мартини и его ученик Франц фон Целлер представили свой проект в окончательном варианте 1808 году, он как и французский гражданский кодекс был основан на классических идеалах свободы и равенства перед законом. Проект получил в 1811 году законодательное закрепление и начал действовать с 1812 года сначала на немецких наследственных землях Австрийской империи, в дальнейшем расширил сферу своего применения на всю Габсбургскую монархию, за исключением Венгрии (там он действовал только эпизодически в 1852–1861 годах).
Крушение в 1918 году Австро-Венгерской империи не прекратило действия Австрийского гражданского уложения (АГУ), оно по-прежнему действовало кроме самой Австрии в остальных государствах-преемниках в неизменённом виде: в Польше, Югославии и Чехословакии, кроме Венгрии. Только после Второй Мировой Войны с принятием новых социалистических гражданских кодексов в этих странах гражданское уложение утратило свою силу.  Современные гражданские кодексы восточноевропейских стран имеют некоторые черты АГУ, но целиком не копируют его, основываясь в большинстве на гражданском законодательстве Германии, только Гражданский кодекс Лихтенштейна реципировал в значительной мере положения австрийского гражданского права.
В начале XX века по прошествии практически столетней практики применения Австрийского гражданского уложения назрел вопрос об устранении многочисленных его недостатков, связанных с архаичностью. В связи с этим в 1914-1916 годах было принято три объёмных собрания дополнений, после которых кодекс более тесно сблизился с германским гражданским правом. Также широкомасштабные реформы были сделаны в 1970-х годах (особенно в области семейного права).
Вместе с тем, большая часть австрийского частного права в настоящее время регулируется за пределами Гражданского кодекса в отдельно принятых законах, таких как Закон о браке, Закон об аренде или Закон о защите прав потребителей и др. Тем не менее, он по-прежнему является основой австрийской системы гражданского права.

## Структура
Австрийское гражданское уложение имеет следующую структуру:
- Преамбула;
- Введение: О гражданских законах вообще;
- Часть 1: О праве лиц;
- Часть 2: О вещных правах. О вещах и их правовом делении;
- Часть 3: Об общих положениях личных и вещных прав.

Таким образом оно исторически следует институциональной системе. Вместе с тем, современная австрийская цивилистика рассматривает содержащиеся в нём институты через призму пандектной системы. Соотношение можно увидеть на следующей схеме:
| Внутренняя структура Австрийского гражданского уложения |
| ------------------------------------------------------- |
|                                                         |